# Serginho Cunha
Sérgio Eduardo Ferreira da Cunha (Rio de Janeiro, 15 de outubro de 1972), conhecido por Serginho Cunha, é um ex-futebolista brasileiro que atuava como atacante.
É considerado um dos maiores ídolos do Nacional da Madeira. É o maior goleador da história do clube com 115 gols e é o segundo jogador com mais jogos pelo clube alvinegro, 286 partidas.

## Carreira
Estreou profissionalmente em 1989, na Portuguesa da Ilha do Governador. No futebol carioca, jogou também por Olaria e America. Depois de uma passagem pelo Vitória entre 1991 e 1993, atuaria no futebol saudita, pelo Al-Shoalah.
Porém, seria no futebol português que Serginho teria êxito, principalmente com o Nacional da Madeira. Em 10 temporadas, foram 279 partidas disputadas e 115 gols. Ainda vinculado ao Nacional, foi emprestado a Juventude e União da Madeira, que o contrataria em definitivo em 2005.
Em 2006, continuou na Ilha da Madeira, desta vez para jogar no Santana, clube da terceira divisão portuguesa. Encerrou sua carreira um ano depois, no Estácio de Sá (atual Imperial FC).

## Seleção Brasileira
Pela Seleção Brasileira Sub-20, foram 3 jogos disputados, todos em 1991. Participou do Campeonato Sul-Americano e do Mundial da categoria, disputado em Portugal - neste último, era chamado de Sérgio Eduardo.

## Títulos
Vitória
- Campeonato Baiano: 1992

Nacional da Madeira
- Segunda Divisão - Zona Sul: 1996–97 e 1999–00